# Crowea angustifolia
Crowea angustifolia là một loài thực vật có hoa trong họ Cửu lý hương. Loài này được Sm. mô tả khoa học đầu tiên năm 1808.